# سامو الاجتماعية

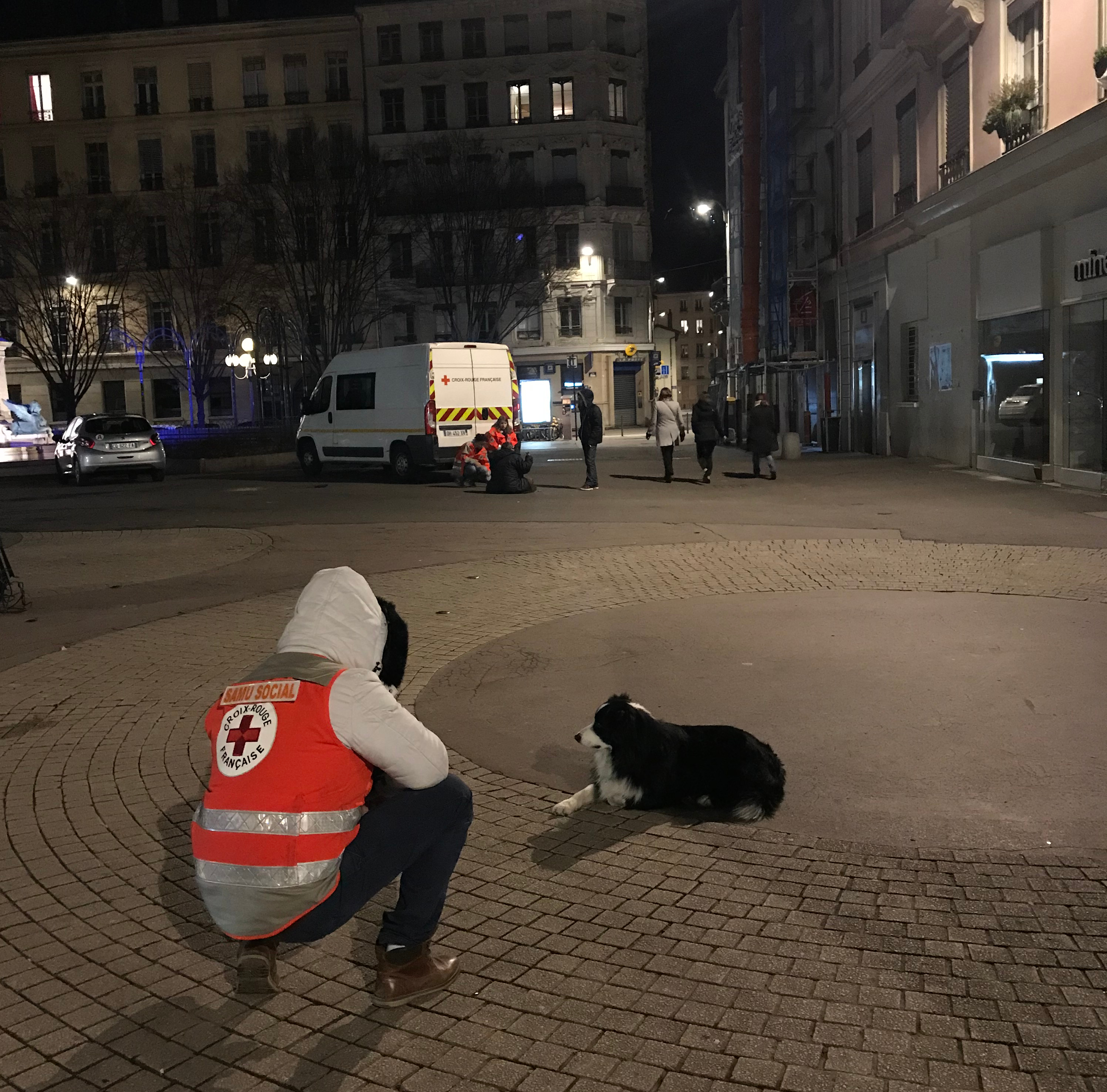

سامو الاجتماعية العالمية (بالفرنسية: Samu social international أي مصلحة المساعدة الطبية العاجلة)‏ هي منظمة غير حكومية، مقرها الرئيسي في باريس. أُنشئت في 3 يوليو 1998 تحت القانون الفرنسي للجمعيات 1901 بمبادرة من الدكتور كزافييه إيمانويلي. هدفها الإغاثة الاجتماعية في كل أنحاء العالم. بعدما فقدت أغلب مدن العالم الكبرى حسها الإنساني اتجاه المشردين جاءت هذه المنظمة للعمل على مساعدة وإغاثة هذه الفئة. كل مصلحة لسامو الاجتماعية لها مهمة خاصة بها تسير من طرف جمعية محلية ومتطوعين. كما أن العاملين بها لا يحملون شعارها في لباسهم.

## وصلات خارجية
- الموقع الرسمي